# Келейник
Келе́йник (келі́йник), келе́йниця — в православ'ї назва слуги, як при посадових і сановних особах чернечого звання (архієреях, ігуменах і т. п.), так і при шановних монахах (старцях). Найчастіше келейник не є монахом, хоча й носить одяг монастирського послушника.
До обов'язків келейника входить забезпечення побутових потреб, письмоводство і т. п.